# 스티브 잭슨 (영국의 게임 디자이너)
스티브 잭슨(Steve Jackson, 1951년 5월 20일 ~ )은 잉글랜드의 게임 디자이너이자 게임 평론가이다. 1975년에 룸메이트인 이언 리빙스턴과 함께 게임 워크숍을 설립하여, 《던전 & 드래곤》을 비롯한 미국의 보드 게임 · 롤 플레잉 게임의 수입을 하였으며, 1977년 RPG 잡지 《화이트 드워프》 창간 등 RPG의 보급에 공헌했다. 1982년에 게임북 "The Warlock of Firetop Mountain"을 리빙스턴과 공동 집필하여 세계적인 베스트 셀러에 올랐고 이후에도 파이팅 판타지 시리즈로 수많은 게임북을 출시했다.